# Iglesia de Todos los Santos de Tvrdošín
La Iglesia de Todos los Santos es una iglesia católica situada en la ciudad de Tvrdošín.

## Historia
La iglesia fue construida en el siglo XV, algunas fuentes afirman que la construcción data de finales del siglo XIV. Fue reconstruida en estilo renacentista en el siglo XVII.
El 7 de julio de 2008, la iglesia, junto con otros siete monumentos, fue declarada por la UNESCO Patrimonio de la Humanidad bajo el nombre de Iglesias de madera de los Cárpatos.